# Илдико Енеди
Илдико Енеди е унгарска кинорежисьорка, сценаристка, „заслужила артистка“ и носителка на наградата „Бела Балаж“. На 18 февруари 2017 г. филмът „За тялото и душата“, който тя режисира, печели голямата награда „Златната мечка“ на Берлинския международен кинофестивал.

## Живот и кариера
Илдико Енеди е родена на 15 ноември 1955 г. в Будапеща. След завършване на гимназията, Енеди учи в университета в Монпелие през 1974 г. Между 1975 и 1978 г. учи в Стопанския университет „Карл Маркс“, след това между 1979 и 1984 г. – в Университета за театрално и филмово изкуство в класа на Золтан Фабри, но не се дипломира. От 1978 до 1984 г. е член на Творческата група „INDIGÓ“. От 1984 г. е асистент-режисьор на филмовата компания Mafilm. От 1989 г. е преподавател в Университета за театрално и филмово изкуство. През 1992 и 1994 г. е член на журито на Берлинския международен кинофестивал. Защитава докторат в Университета за театрално и филмово изкуство през 2011 г.
Илдико Енеди прави късометражни филми в студиото „Бела Балаж“, отново там създава и първия си игрален филм „Моят ХХ век“, който печели наградата „Златна камера“ за най-добър дебютен филм на Филмовия фестивал в Кан през 1989 година. От 1989 до този момент, Енеди е била режисьор на осем пълнометражни филма.
Филмът „За тялото и душата“, показан за пръв път на Берлинския филмов фестивал, е номиниран за „Оскар“ за чуждоезичен филм през 2018 година. Това е първата самостоятелна продукция на Енеди. Филмът е изцяло финансиран от Унгарския филмов фонд и струва 1.4 милона евро. За това финансиране на режисьорката се е наложило да чака 18 години.
Енеди е омъжена за Вилхелм Дросте, немски литературовед, писател, преводач, лектор в Катедра „Немскоезична литература“ към Института по германистика към Университета „Лоранд Йотвьош“. Имат две деца.

## Филмография
- „Флирт/Хипноза“ /Flirt/Hipnózis/ (1980) (експериментален)
- „Наблюдателят“ /Néző/ (1981) (късометражен)
- „Кавалерът на розата“ /Rózsalovag/ (1984) (късометражен)
- „Нови книги“ /Új könyvek/ (1985) (късометражен)
- „Къртица“ /Vakond/ (1985) (късометражен)
- „Инвазия“ /Invázió/ (1985) (късометражен)
- „Глупостта не е пречка“ /Hülyeség nem akadály/ (1986) (късометражен)
- „Моят ХХ век“ /Az én XX. Századom/ (1989) (и сценарист)
- „Кошмари“ /Lidércek/ (1988)
- „Зимен поход“ /Téli hadjárat/ (1991)
- „Вълшебният стрелец“ /Bűvös vadász/ (1994) (и сценарист)
- „Заводът“ /A gyár/ (1995)
- „Тамаш и Юли“ /Tamás és Juli/ (1997) (и сценарист)
- „Магьосника Шимон“ /Simon mágus/ (1998) (сценарист и продуцент)
- „Държава и литература“ /Ország és irodalom/ (1999)
- „От Европа в Европа“ /Európából Európába/ (2004)
- „Какво беше всичко това?“ /Mi volt ez az egész?/ (2004)
- „8“ /8/ (2007)
- „Първата любов“ /Első szerelem/ (2008) (и сценарист)
- „Терапия“ /Terápia/ (2012) (сериал)
- „За тялото и душата“ /Testről és lélekről/ (2017) (и сценарист)